# 彎葉羅漢松
彎葉羅漢松（学名：Podocarpus parlatorei）是原產於阿根廷、玻利維亞及秘魯的一種羅漢松。它們是中等至大型的常綠樹。葉子長5-12厘米，頂端較頓。
Podocarpus parlatorei被認為是Podocarpus curvifolius的異名，但此名字也未被確認。